# 筋芽細胞
筋芽細胞（きんがさいぼう、英: myoblast）とは筋線維の由来となる細胞。単核の細胞であり、この細胞が多数融合して合胞体を形成したものが筋線維である。筋線維の細胞質は筋形質と呼ばれ、大部分が筋細線維で占められている。